# Alina Szeminska
Alina Szeminska, née à Varsovie le 12 septembre 1907 et morte le 14 février 1986 dans la même ville, est une psychologue et professeure d'université polonaise. Elle collabore notamment avec Jean Piaget, avec qui elle initie l'étude de la numérosité et des capacités de l'enfant à construire des représentations mentales, indépendamment des objets, de leur diversité, et aussi de leur propriété perceptive. 

## Biographie

### Enfance et formation
Alina Szeminska passe son enfance entre la Suède et la Pologne et poursuit ses études secondaires à Varsovie. Son choix d'études de médecine ne peut se concrétiser du fait de l'interdiction d'accès aux femmes. Elle part donc en 1926 étudier la psychologie de l'enfant à Berlin avec Wolfgang Köhler, Lewin et Wertheimer. Wolfgang Köhler conseille à Alina Szeminska de se rendre à l'université de Genève étudier avec Jean Piaget, ce qu'elle fait en 1928. Elle y obtient en 1932 un doctorat en philosophie, mention pédagogie, puis elle est assistante de Piaget à l'institut Jean-Jacques Rousseau (1932-1939), et collabore avec Bärbel Inhelder,.

### Pendant la seconde guerre mondiale
Elle rentre en Pologne le 31 août 1939, veille de l'invasion de la Pologne par les nazis. Le 1er septembre 1939, le premier panzer allemand traverse la frontière polonaise. Alina Szeminska travaille alors à la Croix-Rouge polonaise et dirige le bureau des personnes disparues. Elle s'engage dans la résistance polonaise et est arrêtée en 1942, emprisonnée pendant neuf mois avant d'être déportée à Auschwitz en 1943. Elle est libérée en 1945 par l'armée russe.

### Carrière professionnelle
Alina Szeminska fonde après la guerre une clinique pour orphelins à Varsovie. Elle applique les principes de la consultation psychologique afin de soutenir les démarches d'adoption des enfants. Elle enseigne également à l'institut pour la formation des enseignants. En 1949, elle devient directrice d'une clinique psychologique pour enfants scolarisés. En 1952 elle travaille à l'Institut pédagogique de Varsovie, où elle est cheffe du département de psychologie. Elle y poursuit des recherches sur la psychologie et l'enseignement des mathématiques, et est nommée professeure à la faculté de pédagogie de l’université de Varsovie en 1956. Elle est autorisée à partir de 1967 à venir à Genève, où elle passe une année au Centre d’épistémologie génétique de Piaget.

## Travaux
Elle mène des recherches sur le développement des notions numériques et spatiales chez l'enfant. Elle est coauteure avec Jean Piaget de deux ouvrages de recherche, et auteure d'Essai d'analyse psychologique du raisonnement mathématique.

## Distinctions
- 1979 : Doctorat honoris causa de l'université de Genève[2].

## Publications
- La Genèse du nombre chez l'enfant, avec Jean Piaget, Neuchâtel, Delachaux et Niestlé, 1941  (ISBN 978-2603008393).
- La Géométrie spontanée chez l'enfant, avec Jean Piaget & Barbel Inhelder, Paris, Puf, coll. « Bibliothèque contemporaine », 1949  (ISBN 978-2130325918).
- Essai d'analyse psychologique du raisonnement mathématique, Cahiers de pédagogie expérimentale et de psychologie de l'enfant, Institut des sciences de l'éducation, no 7, 18 p., Genève, 1935[6],[7].